# Jang Hyun-soo
Đây là một tên người Triều Tiên, họ là Jang.
Jang Hyun-soo (Hangul: 장현수; phát âm tiếng Hàn Quốc: [tɕaŋ.ɦjʌn.su] or [tɕaŋ] [hjʌn.su]; Hán-Việt: Trương Hiền Tú; sinh ngày 28 tháng 9 năm 1991) là một cầu thủ bóng đá người Hàn Quốc hiện tại thi đấu cho Al Hilal ở Saudi Pro League.

## Sự nghiệp câu lạc bộ
Vào tháng 1 năm 2012, Jang Hyun-soo ký một bản hợp đồng mới với FC Tokyo. Sau đó, vào tháng 1 năm 2014, anh ký một bản hợp đồng mới với Guangzhou R&F FC ở Trung Quốc. Anh trở lại Tokyo FC vào tháng 7 năm 2017.

## Thống kê câu lạc bộ
Tính đến 2 tháng 12 năm 2017
| Thành tích câu lạc bộ | Thành tích câu lạc bộ | Thành tích câu lạc bộ | Giải vô địch | Giải vô địch | Cúp                   | Cúp                   | Cúp Liên đoàn | Cúp Liên đoàn | Châu lục | Châu lục  | Tổng cộng | Tổng cộng |
| Mùa giải              | Câu lạc bộ            | Giải vô địch          | Số trận      | Bàn thắng    | Số trận               | Bàn thắng             | Số trận       | Bàn thắng     | Số trận  | Bàn thắng | Số trận   | Bàn thắng |
| Nhật Bản              | Nhật Bản              | Nhật Bản              | Giải vô địch | Giải vô địch | Cúp Hoàng đế Nhật Bản | Cúp Hoàng đế Nhật Bản | J.League Cup  | J.League Cup  | Châu Á   | Châu Á    | Tổng cộng | Tổng cộng |
| --------------------- | --------------------- | --------------------- | ------------ | ------------ | --------------------- | --------------------- | ------------- | ------------- | -------- | --------- | --------- | --------- |
| 2012                  | FC Tokyo              | J1 League             | 14           | 2            | 0                     | 0                     | 0             | 0             | 5        | 0         | 19        | 2         |
| 2013                  | FC Tokyo              | J1 League             | 26           | 2            | 1                     | 0                     | 2             | 0             | -        | -         | 29        | 2         |
| Trung Quốc            | Trung Quốc            | Trung Quốc            | Giải vô địch | Giải vô địch | Cúp FA Trung Quốc     | Cúp FA Trung Quốc     | —             | —             | Châu Á   | Châu Á    | Tổng cộng | Tổng cộng |
| 2014                  | Quảng Châu R&F        | CSL                   | 23           | 1            | 1                     | 0                     | —             | —             | —        | —         | 24        | 1         |
| 2015                  | Quảng Châu R&F        | CSL                   | 16           | 1            | 1                     | 0                     | —             | —             | 5        | 1         | 22        | 2         |
| 2016                  | Quảng Châu R&F        | CSL                   | 24           | 1            | 4                     | 0                     | —             | —             | —        | —         | 28        | 1         |
| 2017                  | Quảng Châu R&F        | CSL                   | 1            | 0            | 1                     | 0                     | -             | -             | -        | -         | 2         | 0         |
| 2017                  | FC Tokyo              | J1 League             | 11           | 2            | -                     | -                     | -             | -             | -        | -         | 11        | 2         |
| 2018                  | FC Tokyo              | J1 League             | 10           | 0            | 1                     | 0                     | -             | -             | -        | -         | 11        | 0         |
| Quốc gia              | Nhật Bản              | Nhật Bản              | 61           | 6            | 4                     | 0                     | 2             | 0             | 5        | 0         | 72        | 4         |
| Quốc gia              | Trung Quốc            | Trung Quốc            | 64           | 3            | 7                     | 0                     | 0             | 0             | 5        | 1         | 76        | 4         |
| Tổng                  | Tổng                  | Tổng                  | 125          | 10           | 11                    | 0                     | 2             | 0             | 10       | 1         | 148       | 8         |

## Sự nghiệp quốc tế
Vào tháng 5 năm 2018 anh có tên trong đội hình sơ loại 28 người của Hàn Quốc tham gia Giải vô địch bóng đá thế giới 2018 ở Nga.
Vào ngày 1 tháng 11 năm 2018, Jang đã bị phạt nhận lệnh cấm suốt đời và khoản tiền phạt 30 triệu won (26,8 triệu $) từ đội tuyển quốc gia sau khi anh ta thừa nhận làm sai lệch các hồ sơ liên quan đến miễn trừ quân sự của mình. Trước đây, Jang đã được miễn trừ bằng cách giành vàng tại Đại hội thể thao châu Á 2014 ở Incheon. [5]

### Bàn thắng quốc tế
| #  | Ngày                 | Địa điểm           | Đối thủ  | Tỉ số | Kết quả | Giải đấu                 |
| -- | -------------------- | ------------------ | -------- | ----- | ------- | ------------------------ |
| 1. | 5 tháng 8 năm 2015   | Vũ Hán, Trung Quốc | Nhật Bản | 1–0   | 1–1     | Cúp bóng đá Đông Á 2015  |
| 2. | 8 tháng 9 năm 2015   | Sidon, Liban       | Liban    | 1–0   | 3–0     | Vòng loại World Cup 2018 |
| 3. | 12 tháng 11 năm 2015 | Suwon, Hàn Quốc    | Myanmar  | 3–0   | 4–0     | Vòng loại World Cup 2018 |

## Danh hiệu

### Quốc tế
Hàn Quốc
- Huy chương vàng bóng đá nam tại Đại hội Thể thao châu Á Incheon lần thứ 17: 2014[3]
- Cúp bóng đá Đông Á (2): 2015, 2017